# بضع الكلية
بضع الكلية أو شق الكلية (بالإنجليزية: Nephrotomy)‏ هو إجراء جراحي يُحدَثُ فيه شقٌ جراحي في الكلية.